# Flugån

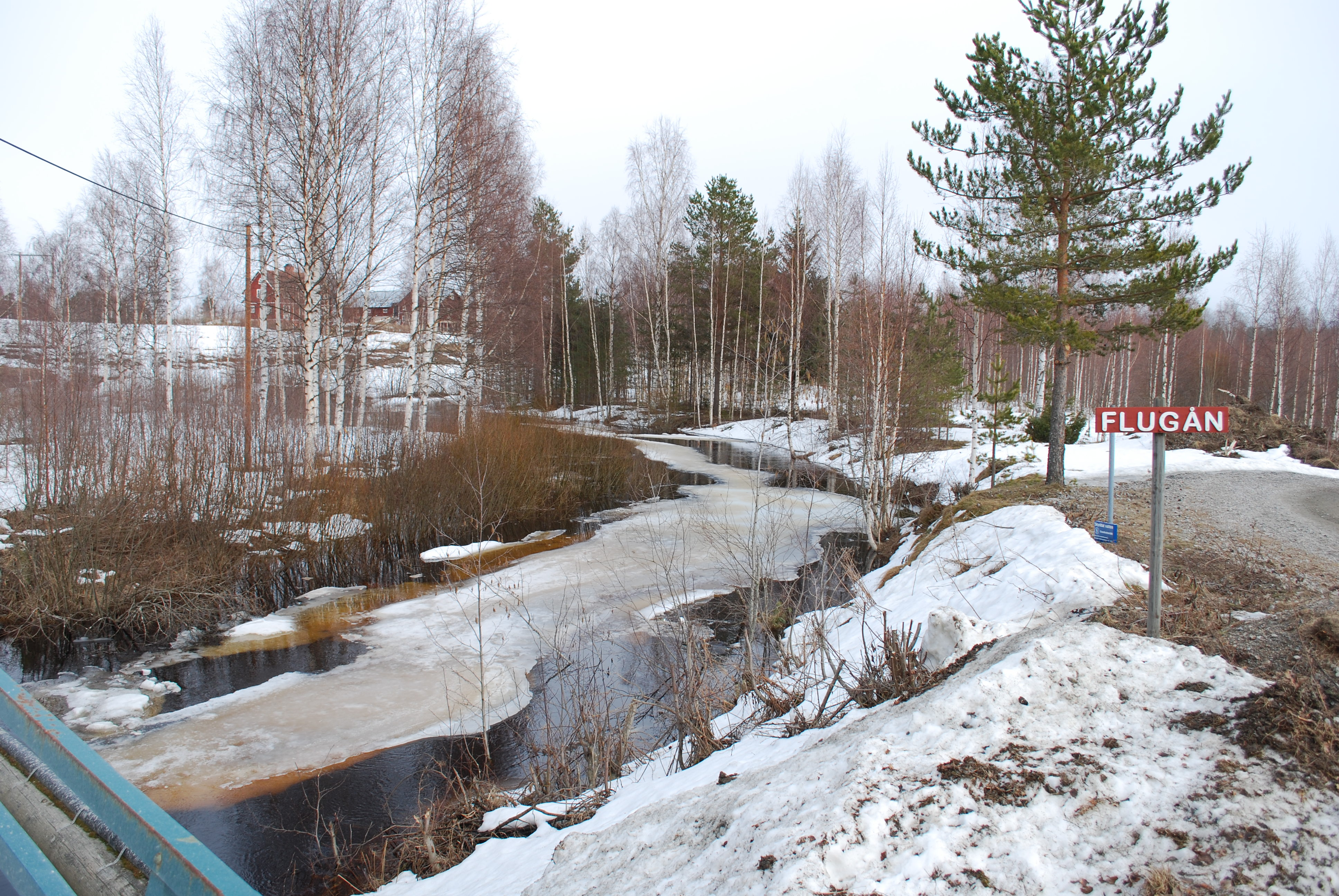
Vy över Flugån vid bron vid Västansjö där Ängesvägen ansluter till byvägen.

Flugån är ett vattendrag i södra delarna av Bollnäs kommun. Den avvattnar sjön Stor-Flugen via Lilla Flugen sedan Skidtjärnen i Hällbo.

## Beskrivning
Flugån flyter från utloppet ur Lilla Flugen vid Svealund genom byarna Gustavsfors och Åsveden in i Skidtjärnen vid Hällbo, därefter genom Knisselbo och Västansjö byar för att sedan mynna ut i Bofarasjön, nedströms byter ån namn till Kilån som sedan mynnar ut i sjön Bergviken som ingår i Ljusnans flöde. Flugån har förutom tillrinning från bäckar och diken ett större biflöde, Gällsån, som ansluter vid gränsen mellan Knisselbo och Västansjö. På sträckan mellan Knisselbo till Bofarasjön har ån i vissa avsnitt ett så kallat meanderlopp där ån slingrar sig fram i terrängen.

## Historia
Byn Hällbo växte fram kring en masugn som anlades i Flugåns utlopp ur Skidtjärnen 1726. Den var i drift till 1871 och räknades som en av de största masugnarna i Hälsingland. I Flugån har också funnits ett antal vattendrivna verk, bland annat: såg, kvarn, linskäkt, tröskverk och under första hälften av 1900-talet ett antal små kraftverk som försörjde närliggande gårdar med elektricitet. Flugån användes som flottled fram till år 1956, år 1896 flottades det första gången mellan Flugen och Kilafors. Flottningsföreningen benämnde hela flottningsleden från Flugen ned till Bergviken för "Bofaraån".